# Передельный чугун
Переде́льный чугу́н — чугун, применяемый для дальнейшей переработки в сталь (в отличие от литейных чугунов, применяемых для изготовления чугунных отливок). Получил название, соответствующее передельному процессу производства стали из руды в два этапа: чугун получают из руды (как правило, в процессе доменной плавки), а затем «переделывают» в сталь.
Процесс производства передельного чугуна возник и получил распространение со второй половины XIX века. Спросу на передельный чугун способствовало быстрое развитие в этот период пудлингового способа получения железа, а затем появления более совершенных процессов передела — бессемеровского и томасовского, мартеновского, а в 1930—1940-х годах — кислородно-конверторного, где в отличие от томасовского и мартеновского, использовался не воздух, а технический кислород.

## Описание
Железосодержащая руда загружается вместе с коксом в доменную печь, где железо восстанавливается углеродом из оксидов не до состояния стали, а до чугуна, так как у чугуна ниже температура плавления. Далее из чугуна путём продувки сжатым воздухом или кислородом удаляется лишний углерод, и он превращается в сталь.
Различают следующие передельные процессы:
- Получение крицы
- Пудлингование
- Бессемеровский
- Томасовский
- Мартеновский
- Кислородно-конверторный